# Стэнли, Ральф
Ральф Стэнли (исп. Ralph Edmund Stanley; 25 февраля 1927, Макклюр, штат Вирджиния, США — 23 июня 2016, Коберн, штат Вирджиния, США) — американский музыкант стиля блюграсс, певец и композитор. Один из крупнейших исполнителей, работавший в жанре кантри, блюграсс и фолк. Лауреат премии Грэмми (2002).

## Биография
Родился в местечке McClure, на севере штата Вирджиния, США в семье Lee и Lucy Stanley. В 1936 году он переехал в округ Дикинсон (Dickenson County)..
В 1946 году вместе со своим старшим братом и гитаристом Картером Стэнли (1925–1966) они организовали музыкальную группу Clinch Mountain Boys, играли в местных старинных и баптистских стилях,  выступали на провинциальных радиостанциях. В конце 1950-х годов была образована группа The Stanley Brothers. Ральф и Картер выступали вместе с этими группами с 1946 до 1966 года до самой кончины старшего брата. В дальнейшем Ральф начал сольную карьеру, но продолжал использовать именование группы.
В 1976 году получил почётную степень доктора музыки от университета Lincoln Memorial University (Теннесси), после чего получил прозвище «Dr. Ralph Stanley». Член нескольких Залов Славы музыки блюграсс и кантри: International Bluegrass Music Hall of Honor (1992, вместе с The Stanley Brothers), Grand Ole Opry (2000).
В 2000 году Библиотекой конгресса США назван живой легендой Library of Congress Living Legend in April 2000.
В 2002 году за песню-панихиду а капелла «O Death» Ральф Стэнли получил премию Грэмми в категории «Лучшее мужское исполнение с вокалом в стиле кантри». Кроме того, записанный с его участием саундтрек «O Brother, Where Art Thou?» культового фильма «О, где же ты, брат?» братьев Джоэла и Итана Коэнов получил премию Грэмми как «Лучший альбом года».

## Дискография
| Название                                         | Детали                                                    | Высшая позиция в чарте | Высшая позиция в чарте | Высшая позиция в чарте | Высшая позиция в чарте | Высшая позиция в чарте |
| Название                                         | Детали                                                    | US Grass               | US Country             | US                     | US Heat                | US Indie               |
| ------------------------------------------------ | --------------------------------------------------------- | ---------------------- | ---------------------- | ---------------------- | ---------------------- | ---------------------- |
| Cry From the Cross                               | - Дата релиза: - Лейбл: Rebel Records                     | —                      | —                      | —                      | —                      | —                      |
| Clinch Mountain Gospel                           | - Дата релиза: 15 мая 2001 - Лейбл: Rebel Records         | —                      | —                      | —                      | —                      | —                      |
| Clinch Mountain Sweethearts                      | - Дата релиза: 25 сентября 2001 - Лейбл: Rebel Records    | —                      | —                      | —                      | —                      | —                      |
| Ralph Stanley                                    | - Дата релиза: 11 июня 2002 - Лейбл: Columbia Records/DMZ | 3                      | 22                     | 163                    | 5                      | —                      |
| Poor Rambler                                     | - Дата релиза: 17 июня 2003 - Лейбл: King Records         | —                      | —                      | —                      | —                      | —                      |
| Shine on                                         | - Дата релиза: 7 июня 2005 - Лейбл: Rebel Records         | 6                      | —                      | —                      | —                      | —                      |
| A Distant Land to Roam                           | - Дата релиза: 30 мая 2006 - Лейбл: Columbia Records/DMZ  | 4                      | —                      | —                      | —                      | —                      |
| Mountain Preacher’s Child                        | - Дата релиза: 3 августа 2007 - Лейбл: Rebel Records      | 9                      | —                      | —                      | —                      | —                      |
| A Mother’s Prayer                                | - Дата релиза: 19 апреля 2011 - Лейбл: Rebel Records      | 6                      | —                      | —                      | —                      | —                      |
| Old Songs & Ballads                              | - Дата релиза: 14 августа 2012 - Лейбл: Rebel Records     | 12                     | —                      | —                      | —                      | —                      |
| Old Songs & Ballads: Volume Two                  | - Дата релиза: 14 августа 2012 - Лейбл: Rebel Records     | 14                     | —                      | —                      | —                      | —                      |
| Side by Side (with Ralph Stanley II)             | - Дата релиза: 18 февраля 2014 - Лейбл: Rebel Records     | 3                      | —                      | —                      | —                      | —                      |
| My Life & Legacy: The Very Best of Ralph Stanley | - Дата релиза: 16 сентября 2014 - Лейбл: Rebel Records    | 9                      | —                      | —                      | —                      | —                      |
| Ralph Stanley & Friends: Man of Constant Sorrow  | - Дата релиза: 19 января 2015 - Лейбл: Cracker Barrel     | 1                      | 14                     | —                      | 1                      | 17                     |
| «—» прочерк означает неучастие в чарте           |                                                           |                        |                        |                        |                        |                        |